# José de Arriz
José de Arriz y Uceda nació en Lima el 12 de octubre de 1747, hijo de Diego de Arriz y de Teresa Uceda Ramírez del Castillo. La familia de Arriz fue una de las primeras familias asentadas en Lima luego de su fundación. Sus orígenes se remontan a Navarra y al País Vasco francés (Oloron-Sainte-Marie). Sus estudios los realizó en los Colegios de San Pablo y San Martín (en donde ingresó el 23 de enero de 1760) en la misma ciudad.
En 1764, con tan solo 16 años, fue nombrado doctor en Teología en la Universidad de San Marcos y fue asesor del Cabildo de Lima en 1770. Fue miembro fundador de la Sociedad de Amantes del País y editor del Mercurio Peruano.
Se destacó como catedrático en la Universidad de San Marcos en 1769. Desde 1777 hasta la independencia actuó como Agente Fiscal de la Real Audiencia, obteniendo el título de Oidor honorario en 1790. José de Arriz fue uno de los próceres de la Independencia y uno de los firmantes del Acta de Independencia del Perú, y se convirtió en un miembro de la Alta Cámara de Justicia en 1821.
Entre otras, una de sus mayores obras fue el Elogio del Excmo. Señor Ambrosio O'Higgins, Marqués de Osorno, Virrey del Perú, (1780). También escribió un famoso discurso en favor de la independencia en el Cabildo de Perú de 1821, al final de los cuales se pronunciaría la Independencia del Perú. Su fallecimiento se produjo en 1822.